# Skláře (Mariánské Lázně)
Skláře (německy Flaschenhütte) je vesnice, součást města Mariánské Lázně v okrese Cheb. Společně se vsí Chotěnov tvoří evidenční část Chotěnov-Skláře, ležící v katastrálním území Chotěnov u Mariánských Lázní.

## Historie
V místě Sklářů se nacházela vysoká pec na zpracování železné rudy, která ukončila svoji činnost v roce 1834. Ještě před tím, roku 1818, vznikla nedaleko od ní továrna na hliněné džbánky, do kterých byla v Mariánských Lázních stáčena minerální voda. Jejich výroba byla ukončena kolem roku 1880, nicméně během té doby zde vznikla podél cesty z Mariánských Lázní do Chodové Plané malá osada o sedmi domcích, která byla součástí Pístova. V dalších desetiletích se zástavba, nacházející se v katastru Chotěnova, rozšiřovala. Roku 1895 zde byla postavena hájovna. V 90. letech 19. století se Chotěnov stal samostatnou obcí, která zahrnovala i Skláře.
Roku 1927 bylo ve Sklářích postaveno mariánskolázeňské letiště, v té době druhé největší civilní v Československu. V 50. letech 20. století byl název obce Chotěnov rozšířen na Chotěnov-Skláře. Od 1. ledna 1970 se Chotěnov-Skláře stal součástí Mariánských Lázní.

## Obyvatelstvo
| 1869 | 1880 | 1890 | 1900 | 1910 | 1921 | 1930 | 1950 | 1961 | 1970 | 1980 | 1991 | 2001 | 2011 |
| ---- | ---- | ---- | ---- | ---- | ---- | ---- | ---- | ---- | ---- | ---- | ---- | ---- | ---- |
| —    | 62   | 77   | 100  | 136  | —    | 131  | —    | —    | —    | 82   | 79   | 77   | 64   |

## Galerie

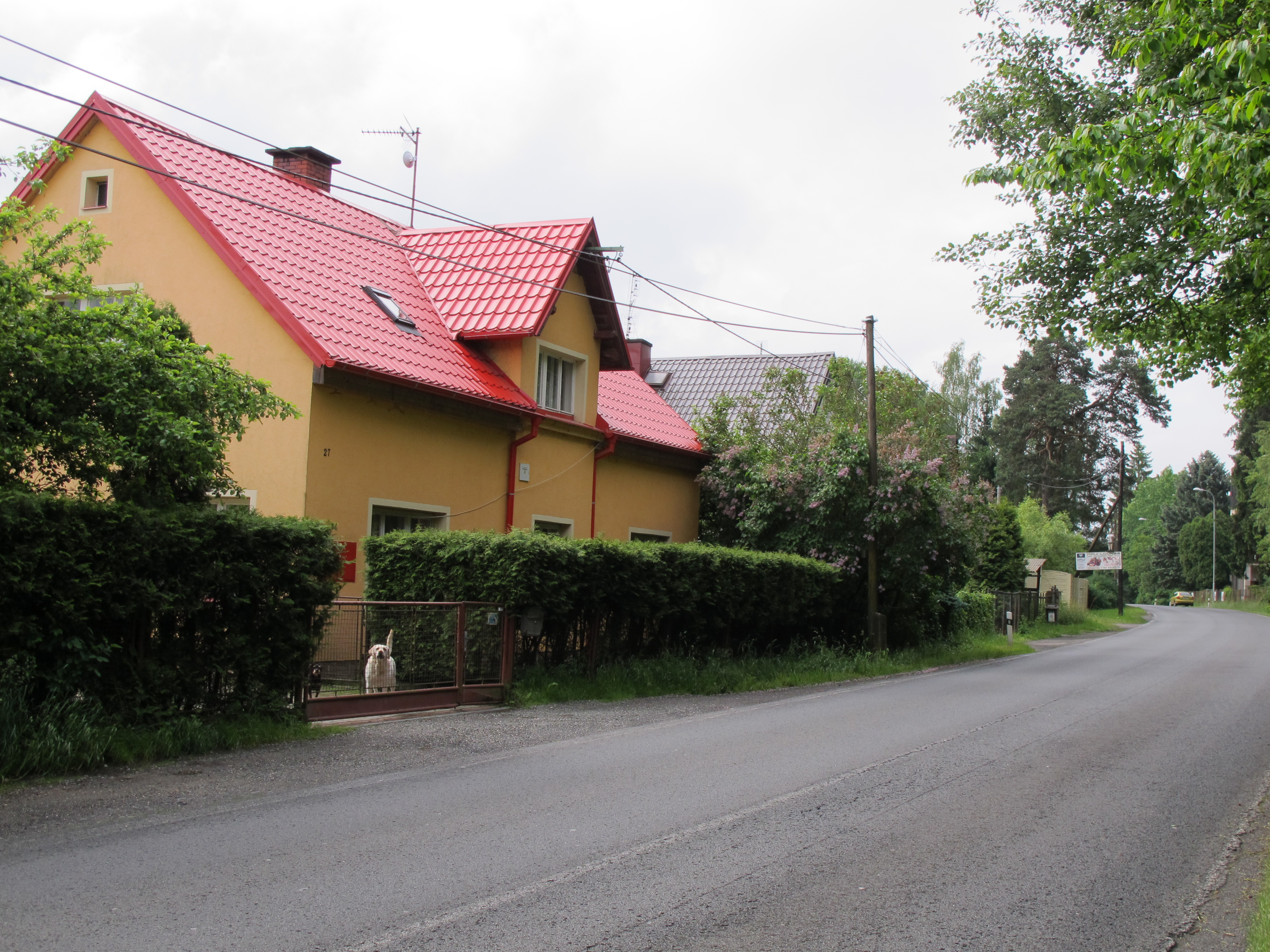
Ulice ve Sklářích
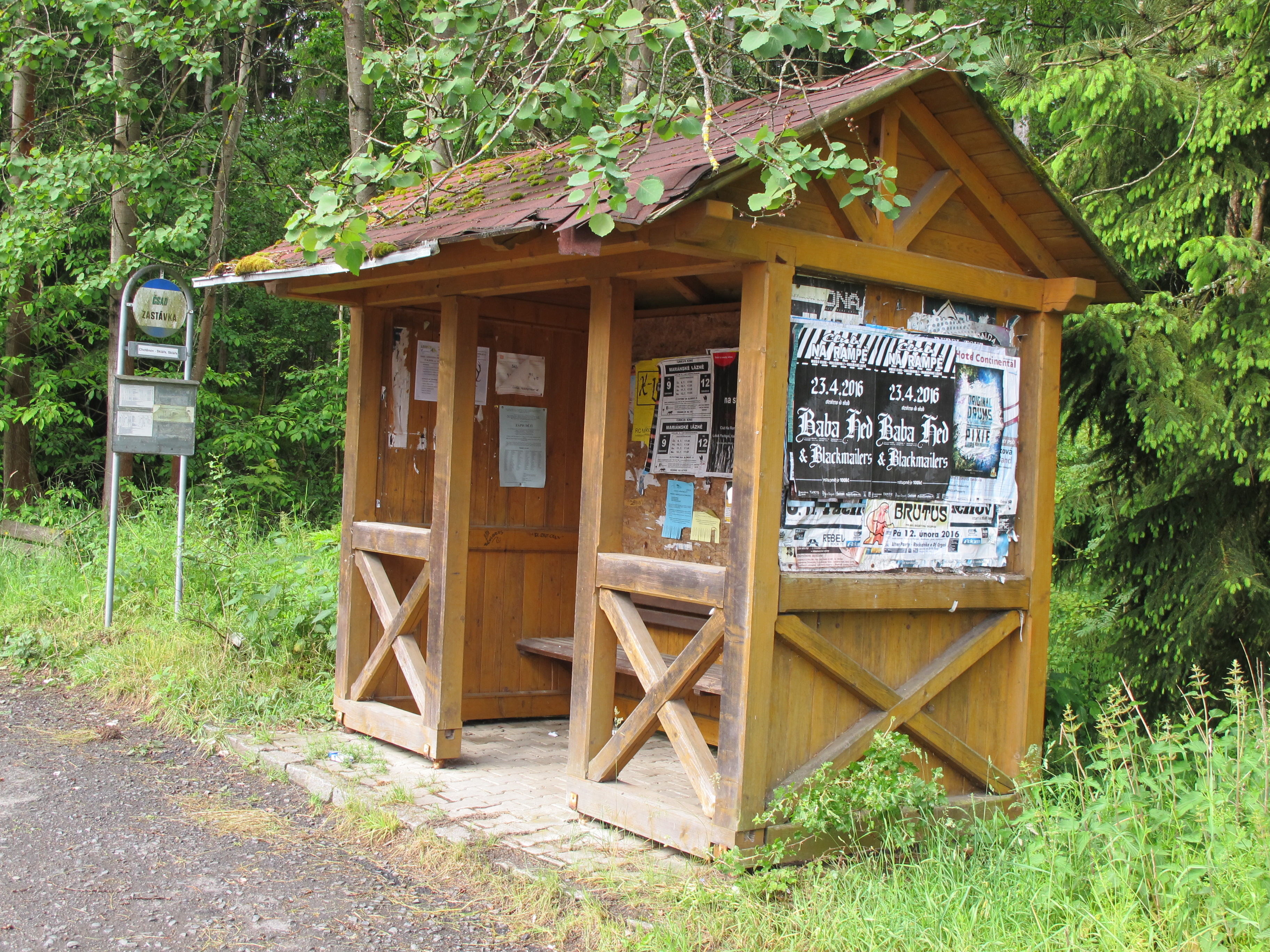
Autobusová zastávka ve vsi
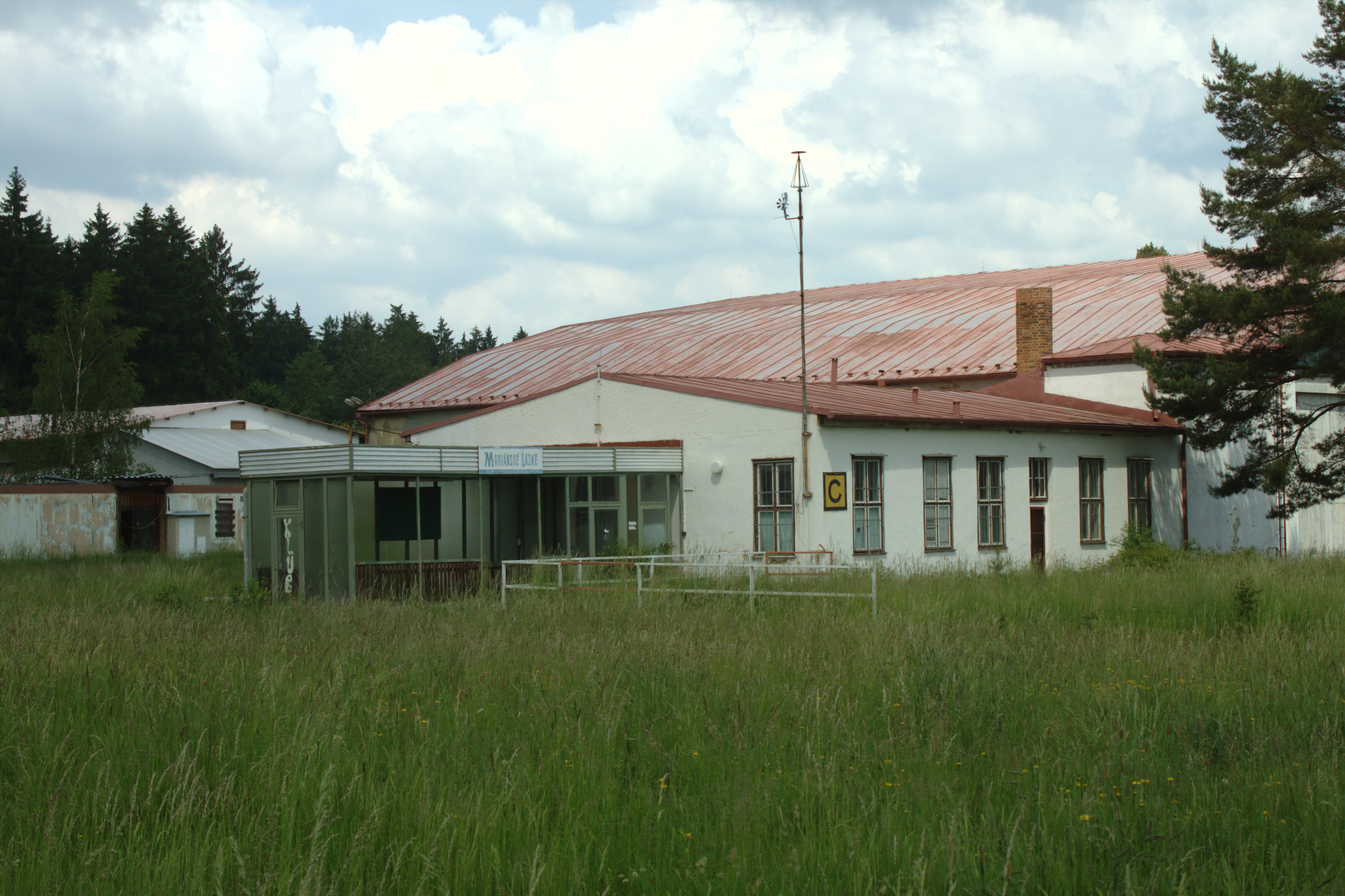
Letiště Skláře
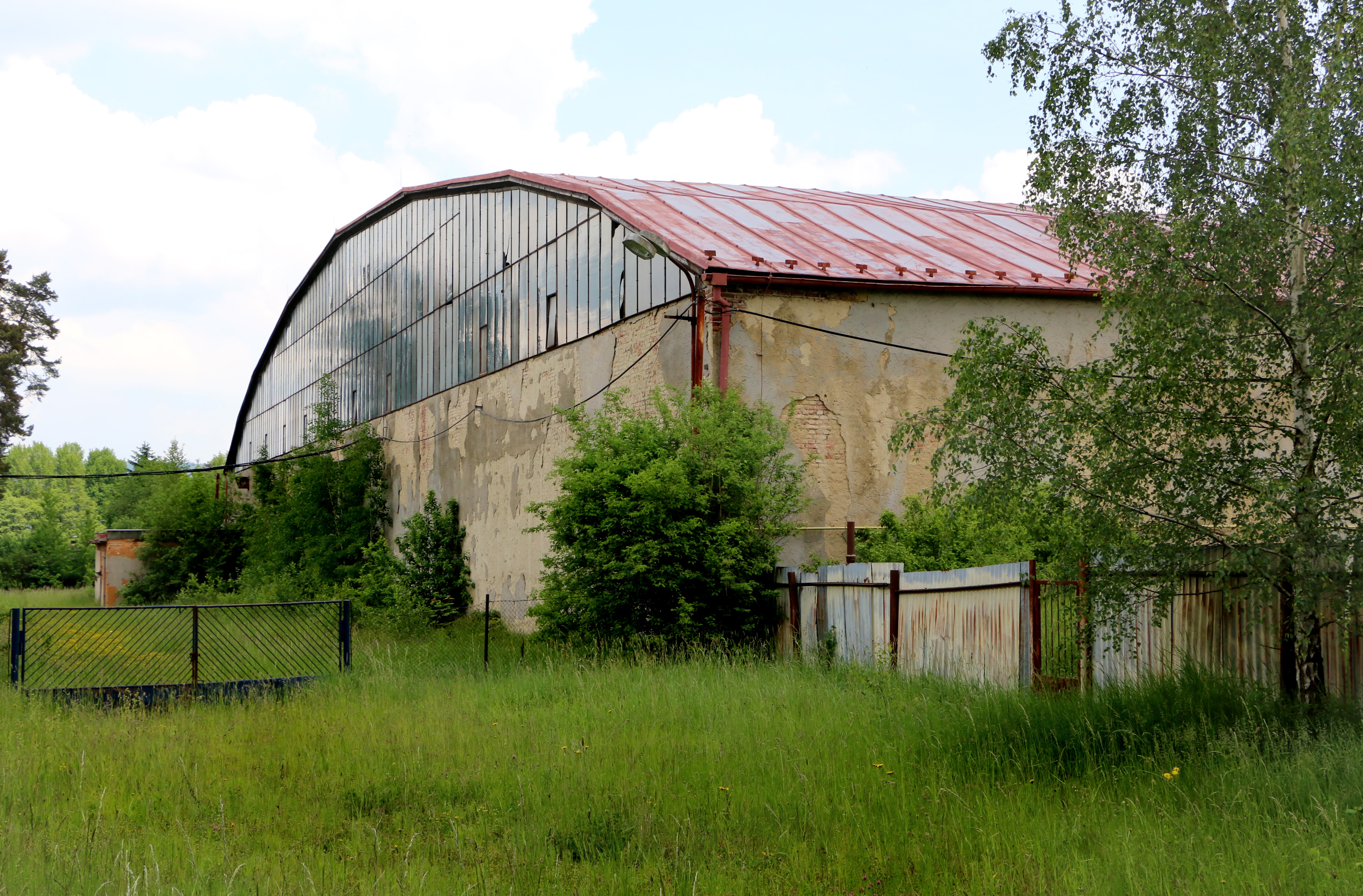
Hangár na letišti
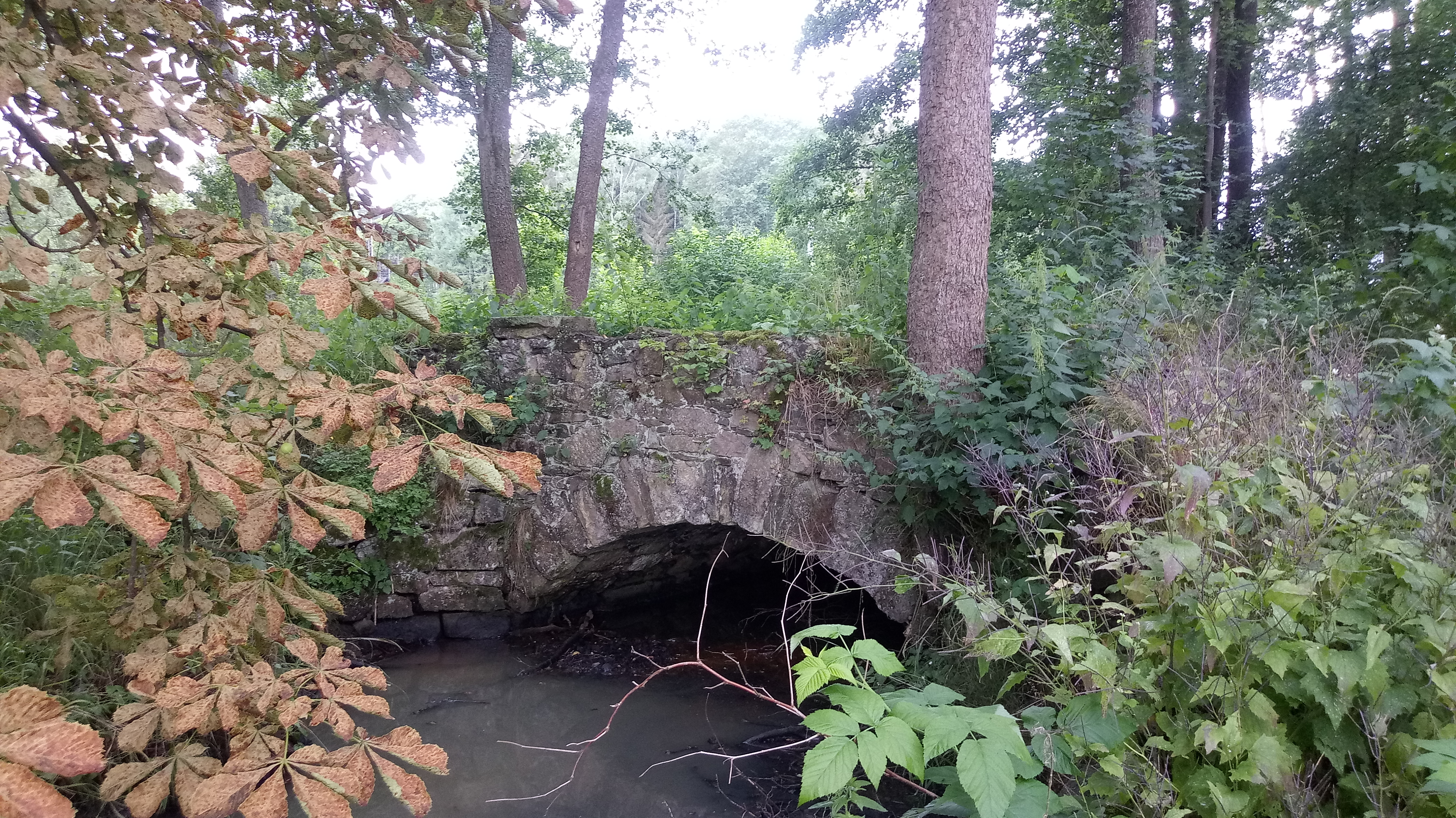
Starý kamenný most přes Drmoulský potok